# Lew Martiuszew
Lew Władimirowicz Martiuszew (ros. Лев Владимирович Мартюшев, ur. 19 listopada 1880 w Petersburgu, zm. 20 grudnia 1937 tamże) – szermierz, szpadzista i florecista reprezentujący Rosję, uczestnik igrzysk w Sztokholmie w 1912 roku, gdzie wystartował w indywidualnym turnieju florecistów oraz w indywidualnym i drużynowym turnieju szpadzistów.